# The Muppets Take Manhattan
The Muppets Take Manhattan (bra Os Muppets Conquistam Nova York) é um filme de comédia dramática musical dos Estados Unidos de 1984, sendo o terceiro da série de filmes estrelada pelos personagens Muppets, criados por Jim Henson. O filme foi produzido por Henson Associates e TriStar Pictures, e foi filmado em Nova York durante o verão de 1983 e lançado no cinema no verão seguinte. Foi o primeiro filme a ser dirigido exclusivamente por Frank Oz (que também interpreta Sam the Eagle, Fozzie Bear, Miss Piggy e Animal), que anteriormente co-dirigiu The Dark Crystal com Henson.[carece de fontes?]
O filme segue as aventuras dos Muppets querendo levar seu show ao Broadway, Recebeu críticas positivas onde o definiram como um filme simples mais divertido teve um bom desempenho de bilheteria lucrando mais de 25 milhões contra um orçamento de oito milhões de dólares.

## Sinopse
Rumo á Broadway, Os Muppets conquistam Nova York neste musical mágico que marca a entrada triunfal desta turma no show business! Saídos da faculdade, Kermit e todo o elenco do musical Manhattam Melodies vão para a Big Apple planeando transformar sua pequena peça de teatro num grande sucesso! E tudo que eles precisam é de alguém que produza o seu show! Quando ninguém na cidade sequer marca um encontro com eles, cabe a Kermit convencer os seus amigos de que o show tem que continuar!.

## Elenco
- Louis Zorich como Pete, o proprietário e chef do Pete's Diner[4]
- Juliana Donald como Jenny, filha de Pete, que trabalha como garçonete e sonha ser uma estilista[4]
- Lonny Price como Ronnie Crawford, filho de Bernard e um sonha ser um produtor da Broadway[4]
- Cheryl McFadden como Nancy, secretária de Martin Price/Murray Plotsky[4]
- Graham Brown como Mr. Wrightson[4]

### Muppeteres
- Jim Henson como Kermit, Rowlf, Dr.Dentes , Chef Sueco , Waldorf , O Muppet Newsman , Baby Kermit , Baby Rowlf e Ernie[4]
- Frank Oz como Miss Piggy , Fozzie Bear , Animal , Sam Eagle , Bebê Piggy , Bebê Fozzie , Bert e Cookie Monster[4]
- Jerry Nelson como Floyd Pepper , Camilla a galinha , Lew Zealand , Harry louco , Pops e um urso[4]
- Richard Hunt como Scooter , Janice , Statler , Baby Scooter, Taça[4]
- Dave Goelz como O Grande Gonzo , Chester, o Rato, Bill, o Sapo, Zoot ; a Penguin, Jim the Dog, Baby Gonzo , Beauregard (cenas excluídas) e Dr. Bunsen Honeydew[4]
- Steve Whitmire como Rizzo, o Rato , Gill, o Sapo, Urso[4]
- Bruce Edward Hall como Masterson the Rat e Beth Bear[4]
- Kathryn Mullen como Jill the Frog[4]
- Karen Prell como Yolanda, o rato, Frank, o cachorro[4]
- Brian Muehl como Tattooey o Rato[4]

### Participações especiais
- Frances Bergen como do Sr. Winesop recepcionista[4]
- Art Carney como Bernard Crawford, um conhecido produtor de cinema e pai de Ronnie[4]
- James Coco como Sr. Skeffington[4]
- Dabney Coleman como Murray Plotsky / Martin Price, um vigarista posando como produtor de cinema[4]
- Elliott Gould como policial que entra no Pete's Diner depois que Kermit sai para se encontrar com Bernard Crawford[4]Gould também apareceu como uma participação especial no The Muppet Movie.
- Gregory Hines como patinador[4]
- Prefeito Edward I. Koch como ele mesmo[4]
- John Landis como Leonard Winesop, um conhecido produtor de cinema[4]
- Linda Lavin como médica de Kermit[4]
- David Lazer como cliente da Sardi[4]
- Liza Minnelli como ela mesma[4]
- Joan Rivers como Eileen[4]
- Brooke Shields como patrona[4]
- Vincent Sardi Jr. como ele mesmo[4]

## Produção
Sob o título de rascunho de Muppet Movie III, Jim Henson inicialmente planejou filmar o projeto no final da primavera de 1983. Tendo dirigido The Great Muppet Caper e The Dark Crystal consecutivos, Henson decidiu atuar como produtor junto com David Lazer. Ao selecionar o artista intérprete de Muppet e o co-diretor do Dark Crystal, Frank Oz, para assumir as funções de diretor, Henson declarou: "Eu estava olhando o ano seguinte e pensei que minha vida estava muito ocupada e pensei que talvez fosse a hora de Frank dirigir. um desses." Pouco depois, Oz confirmou seu envolvimento no projeto. O primeiro rascunho intitulado Os Muppets: The Legend Continues, escritos por Jay Tarses e Tom Patchett, da Muppet Caper, foram jogados fora por Oz porque de acordo com ele o roteiro estava "muito zoado".
Depois que o roteiro foi concluído e os cenários construídos, o consultor especial David Misch foi chamado para convidar artistas para fazerem participações especiais no filme, Originalmente, esta lista de convidados continha artistas como Dustin Hoffman, Steve Martin e Michael Jackson. De acordo com Misch, Hoffman iria interpretar um produtor da Broadway e planejava imitar o lendário produtor de filmes Robert Evans (The Godfather), o que mais tarde fez no filme Wag the Dog. No entanto, no último minuto, Hoffman decidiu que o papel poderia ser ofensivo para Evans e desistiu, depois do qual todos os outros grandes nomes também desistiram. Por causa das aparições, Misch e o diretor Oz acabaram reescrevendo a maior parte do diálogo do filme.
O filme inteiro foi realizado como uma homenagem aos antigos musicais de Judy Garland e Michey Rooney.

## Trilha Sonora
The Muppets Take Manhattan: The Original Soundtrack é a trilha sonora do filme de mesmo nome, lançado em 1984 pela Warner Bros. Records em LP e K7, que contém todas as canções escritas por Jeff Moss e pistas de partitura proeminentes compostas por Ralph Burns do filme, bem como várias partes de diálogos e partituras de fundo.
As músicas que tocam no filme podem ser encontradas em sua trilha sonora, sendo estas as faixas:
| N.º | Título                                               | Compositor(es)                              | Intérprete(s)                          | Duração |  |
| 1.  | "Together Again"                                     | Jeff Moss                                   | Kermit e seus amigos                   | 02:54   |  |
| 2.  | "You Can't Take No for an Answer""                   | Jeff Moss                                   | Dr. Teeth                              | 02:00   |  |
| 3.  | "Saying Goodbye"                                     | Jeff Moss                                   | Kermit e seus amigos                   | 03:06   |  |
| 4.  | "Rat Scat (Something Cookin')"                       | Jeff Moss                                   | Rizzo, o Rato                          | 01:18   |  |
| 5.  | "Together Again (Carriage Ride)"                     | Jeff Moss (arranjador: Ralph Burns)         | Kermit, Miss Piggy e Statler e Waldorf | 01:07   |  |
| 6.  | "I'm Gonna Always Love You"                          | Jeff Moss                                   | Muppet Babies                          | 02:55   |  |
| 7.  | "William Tell Overture"                              | Gioachino Rossini (arranjador: Ralph Burns) | As Galinhas                            | 00:59   |  |
| 8.  | "Looking for Kermit"                                 | Ralph Burns                                 | Instrumental                           | 01:42   |  |
| 9.  | "Right Where I Belong"                               | Jeff Moss                                   | Kermit e os Muppets                    | 02:12   |  |
| 10. | "Somebody's Getting Married/Waiting for the Wedding" | Jeff Moss                                   | Os Muppets                             | 02:36   |  |
| 11. | "He'll Make Me Happy"                                | Jeff Moss                                   | Miss Piggy, Kermit e os Muppets        | 02:10   |  |
| 12. | "The Ceremony"                                       | Jeff Moss                                   | Miss Piggy, Kermit e os Muppets        | 01:10   |  |
| 13. | "Closing Medley (Final Credits)"                     | Jeff Moss (arranjador: Ralph Burns)         | Os Muppets                             | 04:18   |  |

## Lançamento

### Marketing
The Muppets Take Manhattan foi adaptado pela Marvel Comics em 1984, como a história de 68 páginas no Marvel Super Special # 32. A adaptação foi posteriormente relançada em uma série limitada de três edições, lançada sob a marca Star Comics da Marvel (novembro de 1984 - janeiro de 1985). O roteiro do filme foi adaptado em quadrinhos pelo escritor Stan Kay com ilustrações de Dean Yeagle e Jacqueline Roettcher.[carece de fontes?]

### Mídia doméstica
Uma versão em DVD foi lançada em 5 de junho de 2001 com os cortes da versão VHS de 1999 restaurados. Uma edição em Blu-ray foi lançada em 16 de agosto de 2011 e contém os mesmos recursos de bônus do DVD.

## Recepção

### Bilheteria
Embora o filme não fez tanto sucesso comparado aos seus antecessores, ainda assim se tornou o segundo filme voltado pra toda a família mais lucrativo de 1984 (perdendo para o relançamento de Pinóquio).

### Resposta crítica
Desde seu lançamento recebeu críticas positivas. o agregador de críticas; Rotten Tomatoes relata que 83% dos 24 críticos deram ao filme uma crítica positiva, com uma média de classificação de 6,9 em 10. O consenso do site afirmou que "se não for tão afiado quanto The Muppet Movie, The Muppets Take Manhattan ainda é um conto inteligente e deliciosamente antiquado que segue a fórmula estabelecida pelos dois primeiros filmes - uma aventura maluca assistida por um enorme grupo de estrelas humanas". No Metacritic tem uma aprovação de 69/100 dentro de uma escala de 0 à 100 ganhando certificado de "críticas geralmente favoráveis".
Roger Ebert, do Chicago Sun-Times, atribuiu ao filme uma classificação de três estrelas (em quatro), afirmando em sua crítica que "a trama do filme já foi vista antes". No entanto, Ebert continuou dizendo que quase tudo no filme era agradável e que Kermit finalmente resolve sua longa crise de identidade. Rachel Vagner diz que o filme não "tem muita história" mais o fato dos personagens e as músicas serem encantadoras o tornam o filme "interessante".

## Continuação em série cancelada
Em fevereiro de 2019, foi anunciado que o showrunners de Once Upon a Time; Edward Kitsis e Adam Horowitz estavam trabalhando com o ator Josh Gad em uma série de TV intitulado Muppets Live Another Day, criado após os eventos do filme, para o Disney +. A série deveria focar nos Muppets, que se separaram algum tempo após os eventos do filme, se reunindo depois que Rowlf desapareceu. No entanto, em setembro de 2019, foi anunciado que a série havia sido descartada devido a diferenças criativas após uma mudança executiva no The Muppets Studio.